# Taubkyll

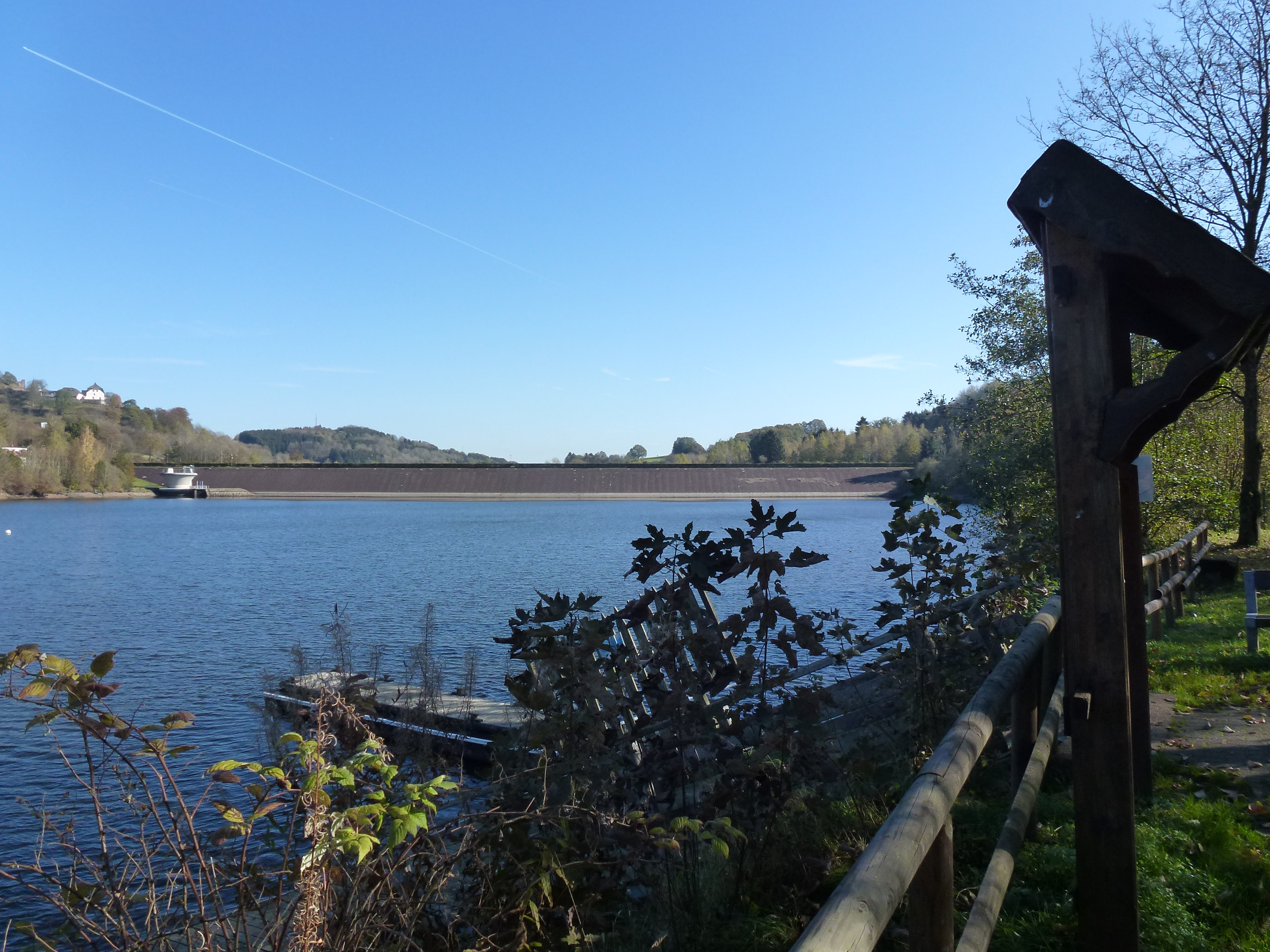
Kronenburger See

Die Taubkyll ist ein rechter Zufluss der Kyll in den Landkreisen Bitburg-Prüm und Vulkaneifel in Rheinland-Pfalz. Sie tangiert auch den Kreis Euskirchen bei Hellenthal in unmittelbarer Nähe des südlichsten Punktes von Nordrhein-Westfalen.
Sie hat eine Länge von 8,4 km und ein Einzugsgebiet von 25,2 km² sowie die Fließgewässerkennziffer 2662.
Die Quelle liegt auf 601 m ü. NHN und die Mündung auf 485 m ü. NHN.
Die Taubkyll entspringt östlich von Roth bei Prüm, fließt durch Ormont und Hallschlag und mündet in den Kronenburger See.

## Zuflüsse
Von der Quelle zur Mündung:
- Quellbach, rechts
- Warthbach, links
- Lambach, rechts
- Landgraben, links, an der Landesgrenze
- Rupbach, rechts, in Ormont
- Dreisbach, rechts
- Boosenbach, rechts
- Bonsertseifen, rechts
- Rantenbach, links
- Seifen, links
- Fangbach, links, in Hallschlag
- Gönsbach, links